# Walter Hörnlein
Le titre de cet article contient le caractère allemand ö. S'il n'est pas disponible ou n'est pas souhaité, le nom peut être représenté comme Hoernlein.
Walter Hörnlein est un militaire allemand né le 2 janvier 1893 à Karstädt et décédé le 14 septembre 1961 à Cologne. Il fut général d'infanterie dans la Wehrmacht pendant la Seconde Guerre mondiale.
Il est décoré de la croix de chevalier de la croix de fer ainsi que de la croix de fer en reconnaissance de ses actes de bravoure et de ses succès de commandement militaire.

## Biographie

### Première Guerre mondiale
Walter Hörnlein a servi comme lieutenant dans le 140e régiment d'infanterie pendant la Première Guerre mondiale. En octobre 1914, il est grièvement blessé et fait prisonnier par les Français.

### Entre-deux guerres
Après la fin de la guerre, il entre dans la Reichswehr. Il devient commandant du 69e régiment d'infanterie en octobre 1935. En 1937, il est promu lieutenant-colonel.

### Seconde Guerre mondiale
Le 1er novembre 1939, il obtient le commandement du 80e régiment d'infanterie. Il est promu colonel le 1er avril 1940. Le 30 juillet 1941, il reçoit la croix de fer pour son service en tant que commandant du 80e régiment d'infanterie. 
À partir du 1er août 1941, il commande l'Infanterie-Regiment Großdeutschland. Le 1er avril 1942, il est promu général de division et nommé responsable de l'Infanterie-Division Großdeutschland (motorisée) qui vient d'être créée. Il en obtient le commandement le 1er mai 1942. Le 1er janvier 1943, il est promu lieutenant général.
Le 27 janvier 1944, il est nommé commandant de réserve dans la Führerreserve de l'Oberkommando des Heeres (OKH). À partir du 1er août 1944, il dirige le 82e corps d'armée. Le 1er novembre, il est nommé général commandant. Il devient General der Infanterie le 9 novembre. Le 1er décembre, est de nouveau transféré dans la Führerreserve de l'OKH. Du 5 au 24 décembre, il est formé pour devenir  général commandant adjoint et commandant au Wehrkreis X à Hambourg.
Le 1er février 1945, il est nommé général commandant adjoint et commandant du Wehrkreis II à Stettin (Pologne). À partir du 28 avril 1945, Hörnlein dirige le 27e corps d'armée. Après la fin de la guerre, il est fait prisonnier de guerre jusqu'en 1947.

### Décès
Il décède le 14 septembre 1961 à Cologne en Allemagne de l'Ouest.

## Décorations
- Croix de fer (1914, 2e classe)
- Insigne des blessés (1914, en noir)
- Croix d'honneur (17 août 1934)
- Croix de fer (1939, 2e classe puis 1re classe)
- Insigne de combat d'infanterie
- Médaille du front de l'Est (22 septembre 1942)
- Croix allemande en or (14 février 1943)
- Croix de chevalier de la croix de fer[3]

1. Croix de chevalier le 30 juillet 1941 en tant que colonel et commandant du 80e régiment d'infanterie[4]
2. Feuilles de chêne le 15 mars 1943 en tant que Generalleutnant et commandant de la Infanterie-Division (mot.) "Großdeutschland"[5]